# Онур Конструкціон Інтернешнл
ТОВ «Онур Конструкціон Інтернешнл» — дочірнє підприємство турецького будівельно-підрядного транспортно-торгово-промислового акціонерного товариства «Онур Тааххют» (тур. Onur Taahhüt Taşımacılık İnşaat Tic. ve San. A.Ş.), що здійснює будівництво і ремонт автошляхів та мостів в Україні. Власниками фірми є Онур та Іхсан Ченінджевізи з Туреччини і Олег Фаріон з України. Головним координатором Onur Group Ukraine є Емре Караахметоглу.
Підприємство збудувало асфальтовий завод у мікрорайоні Рясне-2 міста Львова та взяло в оренду більш як шість гектарів землі в Ожидові для будівництва приміщень.
ТОВ «Онур Конструкціон Інтернешнл» брало участь в будівництві автошляхів Київ-Чоп і Київ-Одеса.

## «Онур Тааххют»
Турецька компанія «Onur Taahhut» заснована в 1991 році і реалізувала проекти в Хорватії, Україні, Тунісі, Молдові, Омані, Екваторіальній Гвінеї та Туркменістані, і в деяких з цих країн підтримує діяльність.
«Онур Тааххют» виконує будівництво автодоріг, мостів, примикань, споруд і роботи по реконструкції доріг, розташовуючи будмайданчики і заводи для виробництва асфальтобетону в трьох місцях в Україні.
Компанія має сертифікати якості і захисту навколишнього середовища TS-EN-ISO 9001 та ISO 14001.
Компанія «Онур Тааххют» є членом таких організацій, як Асоціація підрядників Туреччини (TMB), Асоціація автодорожніх підрядників (ASMÜD), Асоціація замовників будівельної промисловості (INTES) і Рада зовнішньоекономічних зв'язків (DEİK).
Компанія «Онур Тааххют» посіла в 2010 році 150 місце, в 2011 році 169 місце, в 2012 році 136 місце, в 2013 році 135 місце, в 2014 році 138 місце, і в 2015 році 158-е місце в світі.[незрозуміло]

## Власність
2023 року компанія «Онур» придбала на аукціоні за 15,8 мільйона гривень ділянку у промзоні «Рясне-2».
2023 року компанія «Онур» купила компанію «Рокитнівський спецкар'єр», яка видобуває граніт, гранодіорит і габро-діабаз.